# Dorcadion caprai
Dorcadion caprai là một loài bọ cánh cứng trong họ Cerambycidae.